# 国際連合安全保障理事会決議936
国際連合安全保障理事会決議936（こくさいれんごうあんぜんほしょうりじかいけつぎ936 英語: United Nations Security Council Resolution 936）は、1994年7月8日に国際連合安全保障理事会において全会一致で採択された決議。安保理決議808（1993年2月22日に全会一致で採択：旧ユーゴスラビア国際戦犯法廷の設置に対する提案）と安保理決議827（1993年5月25日に全会一致で採択：旧ユーゴスラビア国際戦犯法廷の設置）を再確認した上で、国際連合安全保障理事会は旧ユーゴスラビア国際戦犯法廷（ICTY）の検察官として南アフリカ共和国憲法裁判所の判事であるリチャード・ゴールドストーンを任命した。